# Lars Gustafsson
Lars Gustafsson (Västerås, 1936 - 3 de abril de 2016) foi um poeta, romancista e filósofo sueco. Foi um dos escritores suecos mais prolíficos, estando as suas obras traduzidas em 15 línguas. A poesia de Lars Gustafsson tem uma tonalidade mística e filósofica. Um tema recorrente na prosa de Lars Gustafsson é o papel da linguagem na percepção da realidade social.